# Ordine al merito (Egitto)
L'Ordine al merito è un ordine cavalleresco egiziano.

## Storia
L'ordine venne fondato nel 1953.

## Classi
L'ordine dispone delle seguenti classi di benemerenza:
- Cavaliere di gran croce
- Grand'ufficiale
- Commendatore
- Ufficiale
- Cavaliere

| Nastri    |           |              |                 |                         |
| Cavaliere | Ufficiale | Commendatore | Grand'ufficiale | Cavaliere di gran croce |

## Insegne
- Il "nastro" è rosso con bordo bianco e nero.